# 沃爾布羅姆

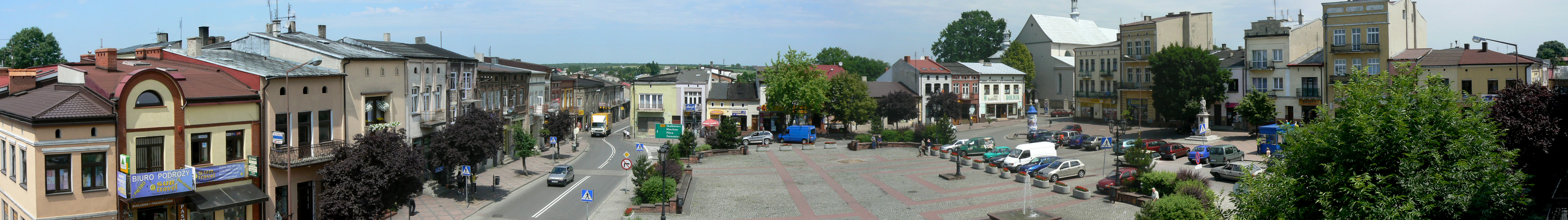

沃爾布羅姆是波蘭的城鎮，位於該國南部，由小波蘭省負責管轄，面積9.74平方公里，海拔高度380米，鎮上建於十八世紀的猶太教堂在1956年被拆除，2006年人口9,075。

## 外部連結
- On One Clear Day: The Story of Jewish Wolbrom （页面存档备份，存于） an online exhibition by Yad Vashem
- Jewish Community in Wolbrom （页面存档备份，存于） on Virtual Shtetl

50°23′N 19°46′E / 50.383°N 19.767°E